# De Havilland DH.67
Die De Havilland DH.67  war ein für die fotografische Erkundung vorgesehenes Flugzeug des britischen Herstellers de Havilland Aircraft Company aus den späten 1920er Jahren.

## Geschichte
Im Jahr 1926 suchte die Aircraft Operating Company einen Ersatz für ihre veralteten, noch aus Kriegszeiten stammenden Airco DH.9, die sie für Aufgaben im Bereich der luftgestützten fotografischen Erkundung einsetzte. Verlangt wurde eine zweimotorige Auslegung, mit guten Flugleistungen im Einmotorenflug, um Notlandungen bei einem Triebwerksausfall zu vermeiden. Die Flugzeugzelle sollte zur Wartungsvereinfachung in Ganzmetall ausgeführt werden, da der Einsatz oft auch in tropischen Zonen und weitab von der üblichen Werkstattausrüstung erfolgen sollte. Hinzu kam noch die Forderung nach überdurchschnittlichen Sichtverhältnisse sowohl für die Piloten, wie auch für die Crew, welche die fotografischen Aufgaben durchführt.
De Havilland wurde mit der Konstruktion eines Flugzeugs entsprechend den Forderungen beauftragt, und die resultierende Entwurfsstudie erhielt die Typnummer DH.67. Der Entwurf hatte große Ähnlichkeit mit dem Prototyp der DH.66 Hercules, sollte aber von zwei Bristol Jupiter VI angetrieben werden. Die größten Unterschiede lagen in den offenen Tandem-Cockpits und der darunter befindlichen Position für den liegenden Fotografen, der eine im Rumpfboden eingebaute Kamera betätigen sollte. Die Hauptkabine besaß drei runden Fenstern für die Schrägbilder. Als Leitwerk wurde eine einfache Flosse mit Ruder gewählt, abweichend vom Dreifachleitwerk der DH.66, die zudem ein Höhenleitwerk in „Doppeldeckerausführung“ besaß. Es waren außerdem Befestigungspunkte für zwei austauschbare acht Meter lange Schwimmer vorgesehen.
Im November 1927 war der Entwurf – nun als DH.67B bezeichnet – nochmals stark überarbeitet worden. So lag das Gesamtgewicht unverändert bei 7000 lb., die Spannweite wurde jedoch deutlich vergrößert und als Triebwerke waren Bristol Jupiter VIII vorgesehen. Das Leitwerk mit seinen doppelten Seitenrudern war wieder mehr der DH.66 angenähert. Pilot und Navigator sollten nebeneinander in weiterhin offenen Cockpits sitzen, während der Kamerabediener etwas unterhalb vor diesen beiden in dem abgestuften Rumpfbug sitzen sollte. Für die klappbaren Tragflächen waren sowohl oben als auch unten Querruder vorgesehen.
Die praktische Umsetzung des Entwurfs einschließlich der noch fehlenden Detailkonstruktion wurde dann der Gloster Aircraft Company übertragen, da de Havilland mit der Produktion von Moth, Hercules und mit anderen Bauaufträgen bereits stark ausgelastet war. Die daraus folgende, in allen Abmessungen veränderte Gloster A.S.31 zeigte nur noch oberflächliche Übereinstimmung mit dem Ausgangsentwurf. Die A.S.31 hatte wieder mehr Ähnlichkeit mit der DH.67 als mit der DH.67B, so besaß sie wieder ein einzelnes Seitenleitwerk und Querruder nur an den unteren Tragflächen. Das Flugzeug sollte so unterschiedliche Aufgaben wie Erkundung, Bombereinsätze, Sanitätsflüge und Einsätze als Wasserflugzeug übernehmen können.
Es wurden zwei Prototypen gebaut, wobei der erste (Luftfahrzeugkennzeichen G-AADO), mit entsprechend dem ursprünglichen Auftrag drei Kamerapositionen, an die Aircraft Operating Company (AOC) ausgeliefert wurde. Der Erstflug fand im Juni 1929 in Brockworth statt. Die AOC setzte das Flugzeug mit großem Erfolg bei der Kartierung von Nordrhodesien ein. Nach weiteren derartigen Einsätzen in Zentralafrika wurde die Maschine im Mai 1935 an die Südafrikanische Luftwaffe verkauft und im Dezember 1942 in Waterkloof abgewrackt.
Den zweiten Prototyp (RAF-Seriennummer K2602) erhielt das Air Ministry, das die Maschine im November 1931 für Versuche zur drahtlosen Telegrafie an das Royal Aircraft Establishment (R.A.E.) weitergab. Die letzte Verwendung ist im September 1936 nachgewiesen.

## Konstruktion
Die letztendlich ausgeführte A.S.31 war eine Gemischtbauweise-Konstruktion mit Flügelholmen aus einer hochfesten Stahllegierung und Duralumin-Rippen. Die Rumpfstruktur war aus Stahlrohren aufgebaut, die ebenso wie die Tragflächen mit Stoff bespannt war.

## Technische Daten

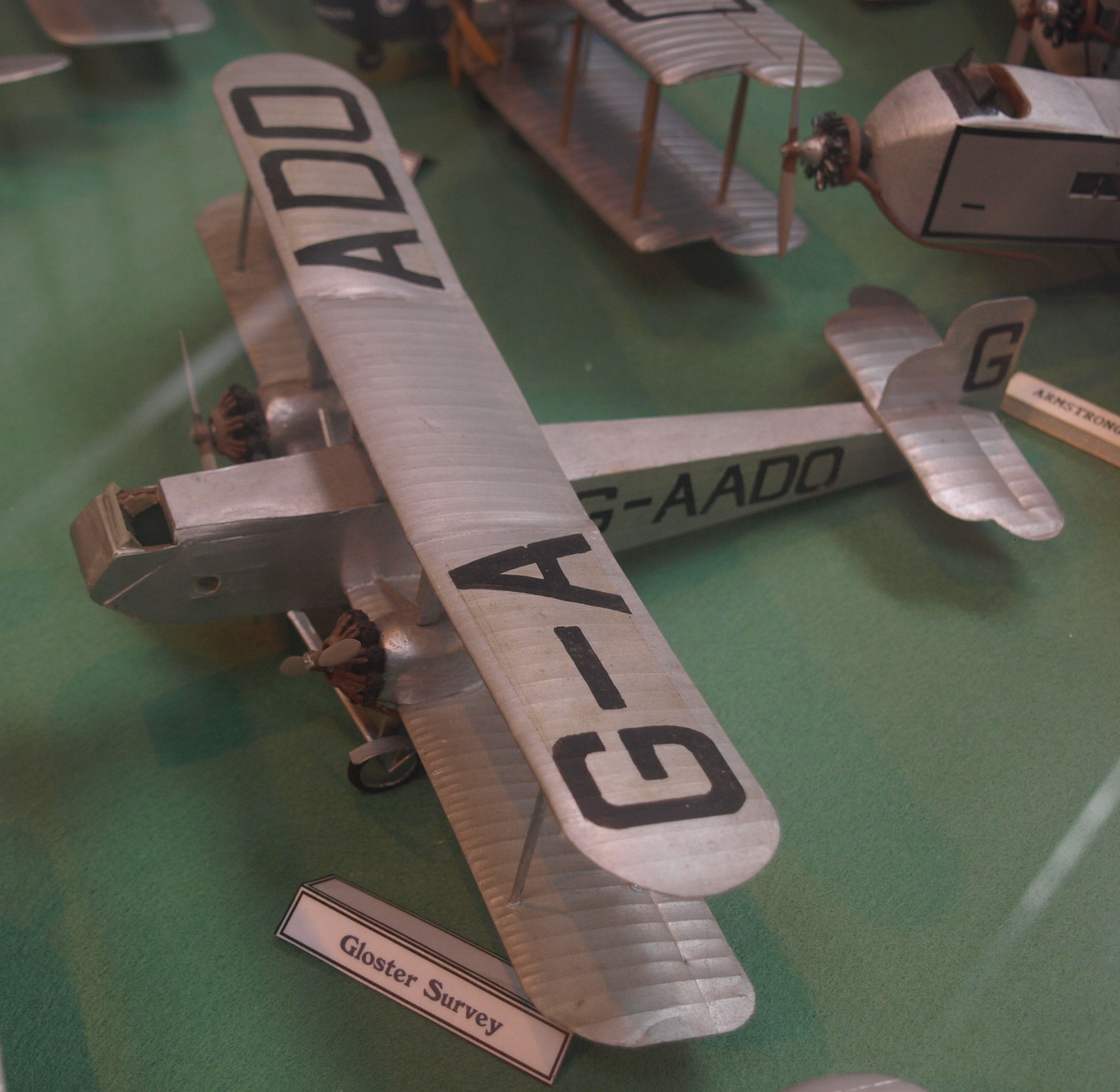
Modell einer Gloster A.S.31

| Kenngröße             | DH.67                                         | DH.67B                                          | Gloster A.S.31                                |
| --------------------- | --------------------------------------------- | ----------------------------------------------- | --------------------------------------------- |
| Länge                 | 12,35 m                                       | 12,35 m                                         | 14,79 m                                       |
| Spannweite            | 17,23 m                                       | 18,30 m                                         | 18,61 m                                       |
| Höhe                  | 3,97 m                                        | 4,12 m                                          | 5,71 m                                        |
| Flügelfläche          | 77,1 m²                                       | 81,8 m²                                         | 95,2 m²                                       |
| Leermasse             |                                               |                                                 | 2549 kg                                       |
| max. Startmasse       | 3178 kg                                       | 3178 kg                                         | 3891 kg                                       |
| Reisegeschwindigkeit  |                                               |                                                 | 176 km/h                                      |
| Höchstgeschwindigkeit |                                               |                                                 | 210 km/h                                      |
| Dienstgipfelhöhe      |                                               |                                                 | 7100 m                                        |
| Reichweite            |                                               |                                                 | 790 km                                        |
| Triebwerke            | 2 × Bristol Jupiter VI mit je 450 PS (331 kW) | 2 × Bristol Jupiter VIII mit je 480 PS (353 kW) | 2 × Bristol Jupiter XI mit je 525 PS (386 kW) |